# Simulium jugatum
Simulium jugatum es una especie de insecto del género Simulium, familia Simuliidae, orden Diptera.
Fue descrita científicamente por Boldarueva, 1979.